# Dithecodes inconspicua
Dithecodes inconspicua är en fjärilsart som beskrevs av W. Warren 1899. Dithecodes inconspicua ingår i släktet Dithecodes och familjen mätare. Inga underarter finns listade i Catalogue of Life.